# Henrik Balling
Henrik Balling (født 10. april 1959) er en dansk sangskriver, guitarist og producer, som med gruppen Gangway har skabt indiepop-hits som ”My Girl and Me” og ”Mountain Song”.
Humor har været en stor del af Ballings og Gangways visuelle udtryk i kortfilm og musikvideoer i 1980'erne. Ballings melodiske popsange skjulte ofte bizarre tekster, der høstede ros hos anmelderne. Han modtog i 1993 en Grammy for årets danske sangskriver.
Har siden 1990'erne og 2000'erne fungeret som sangskriver, musiker og producer for en lang række danske kunstnere, herunder Rytteriet, Peter Sommer, Lise Westzynthius og Marie Key.

## Karriere
Henrik Balling begyndte at skrive sange omkring 1980 og dannede 2 år senere indie gruppen Gangway. Han fungerede som gruppens hovedsangskriver og guitarist frem til dens opløsning i 1998 og igen fra 2017 ved dens gendannelse. Efter udgivelsen af Gangways andet album Sitting in the Park i 1986 droppede han sit halvdagsjob i Arbejdsdirektoratet og blev professionel musiker.
Mellem 1995-1997 bijobbede han som hitlistevært på TV2s musikprogram Puls. Han skrev kendingsmelodien til TV2-talkshowet Mors Hammer, der havde premiere i 1997 og prøvede året efter kræfter med filmmusikken til Peter Gren Larsens "Baby Doom".
Under navnet Verdens Farligste Dyr udgav Henrik Balling sammen med Peter Lund Madsen i 2002 albummet Hjernesange. Albummet blev samtidig fremført som forestilling i en kombination af videnskabsfortælling, musik og sang mellem 2001-2003.
Balling har siden 2009 fungeret som kapelmester i Rytteriets Husorkester i både radio, TV, liveshows og på albumudgivelser.
I 2000 havde Henrik Balling indledt et samarbejde med den engelske sanger Lester Noel (ex-Beats International) om projektet The Quiet Boy. Der blev arbejdet på et album, men kun to sange er indtil videre gjort tilgængelige for digital download i 2014.

## Diskografi
For udgivelser med Gangway, se Gangway.

### Verdens Farligste Dyr
- Hjernesange (2002)

### The Quiet Boy
- ”Don’t Want to Go Home” (2014) – single, digital download
- ”Ghost Train” (2014) – single, digital download

### Rytteriets Husorkester
- Rytteriet 2 (2014)

### Medvirker på
- Baby Hotel Hunger – Who Loves You Baby... EP (1986) – teknik
- Anne Dorte Michelsen – Alting Vender Tilbage (1987) – strygerarrangement på "Se"
- Gekko – Livsform 2 (1988) – guitar på "Livsform 2"
- Diverse Kunstnere – Secrets #5: Radioactive, ROSA opsamlingsalbum (1991) – producer på "Love Money", "I Wonder", "The Magnificent 7", "I’m Not a Hippie", "Pauvre Monde" (The Magnificent 7)
- Keiichi Suzuki – Suzuki White Report (1991) – guitar på "Me and My Girl in a Saladbowl"
- The Sharing Patrol – Vega 22.10.96 (1996) – keyboards på "As Long as She´s Mine", "April Flowers" og "Oceans of Dispair"
- Diverse Kunstnere – Baby Doom, soundtrack (1998) – sangskriver på "Alting tager tid", "Timeware", "Max & Nicoline", "Lykke & idyl", "Smut når det gør ondt", "Hverdag", "The end of an era", "Middagsfiasko", "Flashback", "Alting tar tid med Dr. Gabriel"; producer, arrangement på "Alting tager tid", "Smut når det gør ondt", "Hverdag", "The end of an era", "Alting tar tid med Dr. Gabriel"
- Hotel Hunger – Get Your Hands Off (1999) – sangskriver på "All I Am" og "Elephant Song"
- Lise Westzynthius – Heavy Dream (2002) – producer, teknik, mix, guitar, bas, piano, programmering på "Cross My Heart", "Still Life In Sthlm" og "1st Movement"
- The Bleeder Group – Sunrise (2004) – guitar sitar på "Your Little Booties"
- Peter Sommer – På den anden side (2004) – producer, teknik, mix, arrangement, guitar, bas, keyboards, piano, Mellotron
- Diverse Kunstnere – Værsgo 2 (2005) – producer, teknik, mix, piano på ”Jakob Den Glade" (Peter Sommer)
- Venter På Far – Du har så evigt ret (2005) – producer, guitar
- Sterling – Estadio Camp-Let (2005) – teknik; producer, mix, arrangement på "Stereo"
- New City – New City (2005) – producer på "Destination", "Big & Beautiful" og "Don't Ask"
- Peter Sommer – ”Fra mig til dig”, single (2005) – producer, mix, guitar, piano, programmering
- Diverse Kunstnere – Gypo, soundtrack (2005) – producer på "Missing" (Christiane Bjørg Nielsen)
- Marie Key Band – Udtales ['kæj] (2006) – producer, klaver, synthesizer, guitar
- Peter Sommer – Destruktive vokaler (2006) – producer, arrangement, guitar, klaver, Mellotron, synthesizer, programmering
- Sidste Ambulance – Vandrer hjem (2006) – producer, effekter, e-bow
- Poul Krebs – Ku Den Næste Dans Blive Min? (2006) – producer, guitar
- Emilia – Små ord av kärlek (2007) – sangskriver på "Inget svar"
- Lise Westzynthius – Siberian Mission (2007) – producer, akustisk guitar, orgel på "Soldiers"
- Christiane – Ta’ mig væk (2007) – producer, guitar, klaver, bas, orgel, glockenspiel, maskiner
- Peter Sommer – Til Rotterne, Til Kragerne, Til Hundene (2008) – producer, mix, guitar, klaver, programmering
- Rytteriet – Radiosatire for voksne (2009) – sangskriver, producer, teknik, instrumenter på "Fluerne om Frank", "Frimærkesamlerens blues", "Landmandens skæbne", "Den glemte keramiker", "Kongen af Valby Station" og "Sommerdag"
- Sterling – Tonemaskinen (2010) – producer, teknik, programmering på "Spring For Dit Liv" og "Revolution"
- Thomas Holm – Middelklassehelt (2010) – producer, guitar, klaver, programmering
- Kasper Winding – Voila! (2011) – sangskriver, producer, keyboards på "Little Space Girl", "Under A Sky Like This" og "Life (Not A Fucking Disco)"; producer på "Guru A Rama" og "For Myself"; producer, keyboards på "La La", "Don't Take The Sunshine" og "Losing My Mind"
- Marie Key – I byen igen (2011) – klaver på "Man må ikke lege med folk"
- Juncker – Noia Noia (2012) – producer, arrangement, guitar, bas, keyboards, piano, programmering, vokal; sangskriver på "Kun i form i uniform", "Så længe vi er her" og "Lykken kommer sjældent alene"
- Lise Westzynthius – Tæt på en kold favn (2012) – producer, guitar, synthesizer, stringer, klaver, programmering på "Se, uden hænder!", "(Når du vil) la mig elske dig" og "Glimt"; sangskriver på "Se, uden hænder!"; mix på "Glimt"
- Fjæstad – Du kender intet til mig (2015) – sangskriver på "Jeg er fri (ver.2)"; arrangement på "Rasteplads"
- Peter Sommer – ”Skønne spildte kræfter”, single (2016) – producer
- Souvenirs – Tangopartner (2016) – guitar på "Plantegning"; mandolin på "Bodil Underbo"
- deRoute – “Fort Europa”, single (2016) – producer, arrangement, trommeprogrammering
- deRoute – “Ulykkelig lykkelig”, single (2017) – sangskriver, producer, arrangement
- Peter Sommer – ”Bittersød natteskygge”, single (2017) – producer

Note
- Henrik Balling skrev i 1990'erne i alt tre sange til to japanske kunstnere. To sange til Masahiro Takashima, en kendt sanger og skuespiller, og et tredje nummer, indspillet af en ukendt kvindelig sanger.[1]